# Rosó
Rosó o Pel teu amor és una cançó catalana estrenada el 21 de desembre de 1922, amb música de Josep Ribas i Gabriel i sobre lletra de Miquel Poal-Aregall.
La peça fou estrenada al Teatre Tívoli de Barcelona com a part integrant de Pel teu amor, sainet líric en dos actes, dos quadres i onze números. L'obra escènica no va tenir gaire èxit, i al cap de poc va desaparèixer de la cartellera. No obstant això, el tenor Emili Vendrell i Ibars, qui formava part de l'elenc que va estrenar l'obra, va fixar-se en un dels números (la Cançó d'en Blai) i el va incorporar al seu repertori personal de cançons. La peça, també titulada Pel teu amor, aviat va obtenir una popularitat enorme amb el nom de Rosó, fins esdevenir una les peces més conegudes del repertori líric en català.
La seva fulgurant popularitat la posà en el punt de mira dels avantguardistes Salvador Dalí, Sebastià Gasch i Lluís Montanyà que l'escarniren per seu caràcter sentimental al seu famós Manifest groc el 1928. Així i tot, la peça esdevingué el màxim estàndard de la música vocal popular catalana i s'ha popularitzat arreu del món. El nom Rosó és un hipocorístic del prenom català femení Roser.
Després d'Emili Vendrell la peça fou interpretada per multitud d'intèrprets com (per ordre cronològic aproximat): Gaietà Renom, Emili Vendrell i Coutier (fill d'Emili Vendrell i Ibars), Dyango (1982), Josep Carreras (1984), Eduard Giménez, Jaume Aragall Alfredo Kraus (1987) o Rolando Villazón (2011).
Mentre les primeres versions estaven més lligades a un estil de cançó popular, les interpretacions del tenor Josep Carreras van afegir-li un caràcter més operístic i una projecció internacional que va afavorir la seva expansió arreu del món i la interpretació per artistes no catalanoparlants. També els darrers anys han sorgit versions en estils més heterogenis i personals, com en bolero a càrrec de Moncho; una versió pop per Santiago Auserón, fent duet amb Marina Rossell (2007), o en estil Glam rock, a càrrec del grup Obeses, que va formar part del disc de la Marató de TV3 del 2014.
En menor grau ha estat abordada per intèrprets femenines, atès que la composició va néixer per a veu masculina. Tot i això destaca la versió primerenca de Conxita Supervia, gravada abans de la Guerra Civil, o la més recent de Marina Rossell (2002), en un estil més lliure i personal.